# オープンアクセス学術出版社協会
オープンアクセス学術出版協会（英語: Open Access Scholarly Publishing Association (OASPA)）とはオープンアクセス（ゴールドオープンアクセスという別名もある）を推進したりそれぞれの分野におけるベストプラクティスを確立することを目的とする業界団体である。
大手オープンアクセス出版社や学会、大学系といった独立系やハイブリッドオープンアクセス出版社と共に活動している。専らオープンアクセスジャーナルを主眼として立ちあげられたが、現在は書籍をオープンアクセス出版するなど活動を拡大している。

## 役目
OASPAの役目は全ての科学、技術、学術分野で世界中のオープンアクセス出版社の権利をサポートし代理することと一般向けにゴールドオープンアクセスを唱道することである。学術的文脈でオープンアクセス出版する時の問題に関して専門的な意見交換をするフォーラムを提供したり、標準化の活動やアウトリーチ、識別に従事したり、オープンアクセスによる学術的コミュニケーションのベストプラクティスを推進したり、有望なビジネスや出版モデルの継続的な発展をサポートしたりしている。

## 歴史
オープンアクセス運動の盛り上がりによりオープンアクセス出版社間の相互作用が強化され、多くの取引、科学カンファレンス、ワークショップや同様のイベントでやり取りするようになった。まだオープンアクセス出版と従来の出版や学術コミュニケーションに対するその独自性はそのような集まりから見ればマイナーであるため専門的なフォーラムの必要性をもたらした。2008年に10月14日にロンドンにてウェルカム・トラスト主催によるオープンアクセスデーのセレブレーションにてOASPAは立ちあげられた。

### 創設時メンバー
- バイオメッドセントラル（英語版）
- Co-Action Publishing
- Copernicus Publications
- ヒンダウィパブリッシングコーポレーション（英語版）
- パブリック・ライブラリー・オブ・サイエンス
- サージュパブリケーションズ（英語版）
- ユトレヒト大学図書館 (Igitur)
- Journal of Medical Internet Research JMIR (Gunther Eysenbach)
- Medical Education Online (David Solomon)
- SPARC Europe

## 活動
OASPAは学術オープンアクセス出版を専門的に扱うConference on Open Access Scholarly Publishingを年1回開催している。このカンファレンスではビジネスモデル、出版プラットフォーム、査読方法、流通経路といったオープンアクセス出版に関する全領域を扱っている。
また、出版社にクリエイティブ・コモンズ・ライセンス、特にクリエイティブ・コモンズ表示ライセンス(CC-BY)の使用を奨励している。このライセンスはオープンナレッジ財団による「オープン」の定義にほぼ沿っている。さらにノーベル賞を受賞した学術著作物に自由にアクセスできるようなゴールドオープンアクセスにも携わっている。

## 会員
OASPA会員は4種類ある:
- オープンアクセス専門出版団体
- オープンアクセス科学者・学者出版社
- 他の団体
- 準会員（投票権なし）

## 批判
OASPAの「オープンアクセス出版のための品質のしるし」という自己宣言型役割に対する批判があり、OASPAは会員に向けて独自基準を応用している可能性があるという。グリーンオープンアクセスとゴールドオープンアクセスの優劣に関する現在進行中のディベートにてOASPAはグリーンオープンアクセスを犠牲にしてでもゴールドオープンアクセスを推進しているために批判を展開している。